# Carpaletunnelsyndroom
Carpaletunnelsyndroom (CTS) is een aandoening in de pols waarbij de middelste zenuw (nervus medianus) bekneld is. De nervus medianus loopt vanuit de onderarm via een opening in de handwortelbeentjes naar de handpalm. Deze opening wordt de carpale tunnel genoemd; canalis carpi in de internationale Terminologia Anatomica. Het carpaletunnelsyndroom treedt op wanneer het weefsel in en rondom de carpale tunnel gezwollen is. De klachten zijn vaak uiteenlopend van aard en vertonen veel overlapping met andere CANS-aandoeningen, waardoor een juiste diagnose op basis van de klachten moeilijk is. 
Met elektromyografie (EMG) van de betrokken spieren kan uitsluitsel worden gekregen of er al dan niet sprake is van carpaletunnelsyndroom. Als zeker is dat de zenuw bekneld is kan met operatief ingrijpen de druk op de zenuw weggenomen worden. CTS is een van de meest voorkomende neurologische aandoeningen in de bevolking en komt vaker voor bij vrouwen dan bij mannen.

## Oorzaken en risico's
De zwelling die de polszenuw beknelt kan ontstaan bij veel gebruik van de hand, of na een ongeluk waarbij de pols beschadigd raakt. Het kan ook ontstaan bij vaak en langdurig gebruik van een drilboor. Ook het vasthouden van vocht in het lichaam kan een risicofactor zijn, bijvoorbeeld tijdens een zwangerschap of door hypothyreoïdie. Obesitas en diabetes mellitus verhogen ook de kans op het ontwikkelen van carpaletunnelsyndroom.

## Symptomen
Typerende verschijnselen:

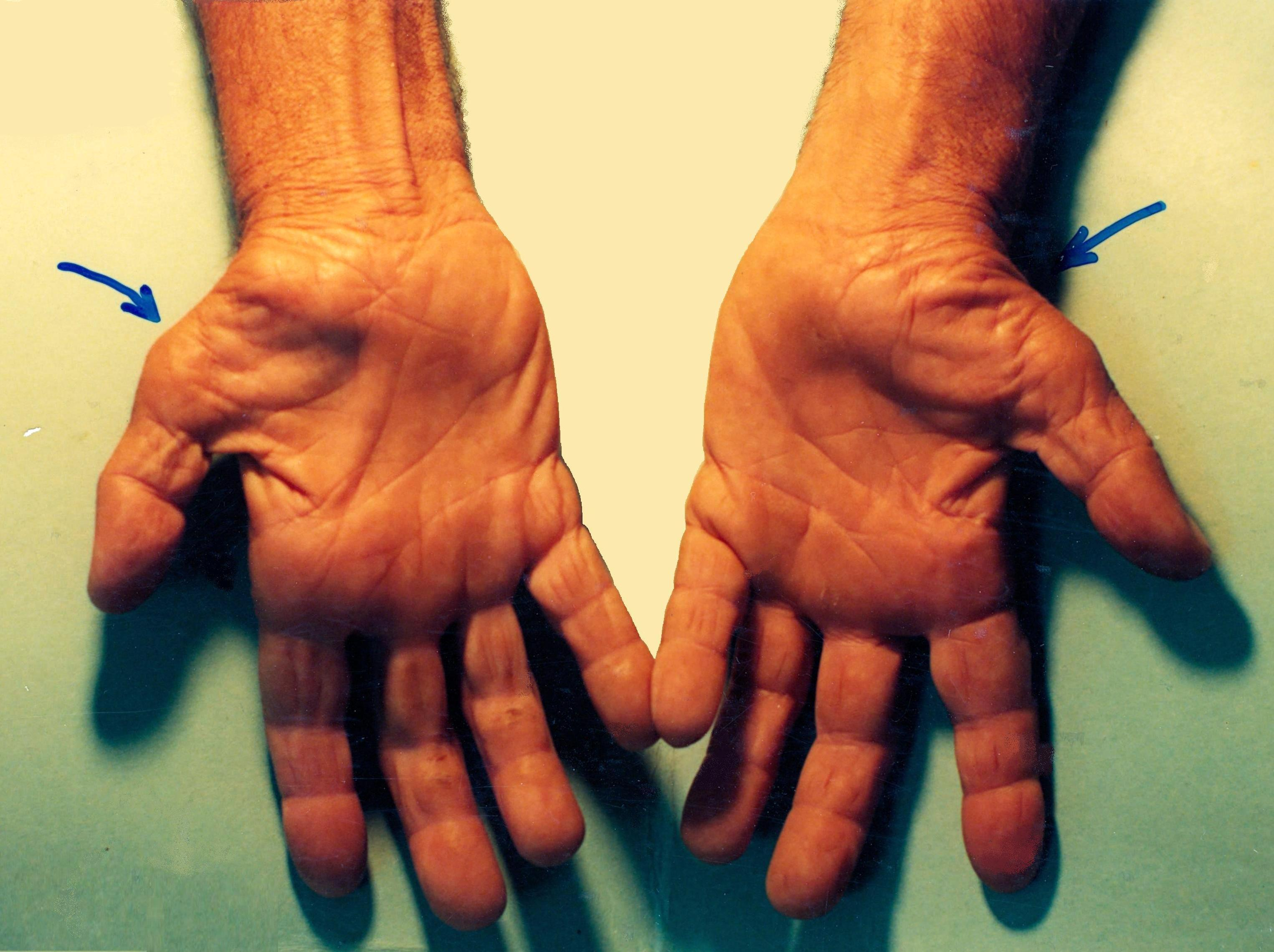
Onbehandeld carpaletunnelsyndroom

- nachtelijke tintelingen en pijn in de hand die de patiënt wakker maken;
- neiging tot wapperen met de handen opdat de klachten verminderen;
- verminderd gevoel in de duim, wijsvinger, middelvinger en een gedeelte van de ringvinger;
- onhandigheid en gevoel van krachtverlies in de hand (bijvoorbeeld bij wringen van een dweil of schrijven);
- regelmatig dubbelzijdig voorkomen;
- ook overdag kunnen tintelingen en pijn voorkomen bijvoorbeeld bij fietsen, gebruik van de computermuis, enzovoorts;
- varieert van matige pijn in de hand of onderarm tot zeer hevige pijn die bijvoorbeeld het slapen onmogelijk kan maken;
- in sommige gevallen kan de pijn zich verspreiden over de volledige arm.
- Bij langdurig aanhoudende klachten: spieratrofie van de spieren of spiergroepen in de pols, hand en  muis van de hand die betrokken zijn bij de motoriek van de aangedane zenuw(en);

## Diagnose
Bij een typische presentatie van het beeld is de diagnose al nagenoeg zeker na onderzoek in de spreekkamer. Deze kan daarna bevestigd worden door een (kort) spierzenuwonderzoek (EMG), dat wordt uitgevoerd door een neuroloog, klinisch neurofysioloog of een laborant klinische neurofysiologie. Bloedonderzoek, röntgenfoto's en scans hebben geen plaats bij de diagnostiek van een CTS.
Er zijn ook een aantal verschillende lichamelijke onderzoeken die CTS indiceren:
- Proef van Tinel (vernoemd naar de Franse neuroloog Jules Tinel (1879–1952)) is een test waarbij er met de wijsvinger licht op de aangedane pols wordt getikt, waardoor de nervus medianus (zenuw) wordt geprikkeld. De test wordt positief gescoord wanneer het gevoel van tinteling wordt opgewekt en de hand symptomen van een CTS gaat vertonen.
- Proef van Phalen is een test waarbij de beide polsen worden geflecteerd en vervolgens met de handruggen tegen elkaar geduwd. Deze positie wordt 30-60 sec. volgehouden. De snelheid waarmee de symptomen zich vertonen geeft aan in hoever het CTS zich heeft gemanifesteerd.

Schematische weergave van de carpale tunnel

## Behandeling
De behandeling is afhankelijk van de ernst, de duur, arbeidsomstandigheden en de voorkeur van de patiënt. Bij langdurige en ernstige klachten is een operatie de beste keus, de  zogeheten carpaletunnelrelease ingreep. Dit is een goede en definitieve behandeling waarmee 90% van de patiënten geneest. De operatie wordt meestal poliklinisch uitgevoerd door een orthopedisch chirurg, een neurochirurg of een plastisch chirurg. Er zijn onvoldoende aanwijzingen dat conservatieve therapie zoals fysiotherapie, advies en uitleg, injecties met corticosteroïden, nachtelijk spalken of ergonomische aanpassingen op lange termijn effectief zijn.